# Anouar Bou-Sfia
Anouar Bou-Sfia (19 november 1982) is een Belgisch-Marokkaanse voetballer. Zijn positie is verdedigende middenvelder. Bou-Sfia startte zijn professionele voetbalcarrière bij KSK Beveren waar hij verschillende jeugdreeksen had doorlopen. Hij kwam in een team terecht waar onder andere Yaya Touré deel van uitmaakte. In 2005 maakte hij de overstap naar tweedeklasser RS Waasland. Nadat KSK Beveren stopte met hun mannenteam in 2011 kwam hij opnieuw op de Freethiel terecht doordat Waasland dat toen verder speelde als Waasland Beveren op de Freethiel ging spelen.

## Clubstatistieken
| Seizoen | Club             | Land   | Competitie         | Wed. | Doelp. |
| ------- | ---------------- | ------ | ------------------ | ---- | ------ |
| 2001/02 | KSK Beveren      | België | Jupiler Pro League | 17   | 0      |
| 2002/03 | KSK Beveren      | België | Jupiler Pro League | 6    | 0      |
| 2003/04 | KSK Beveren      | België | Jupiler Pro League | 5    | 0      |
| 2004/05 | KSK Beveren      | België | Jupiler Pro League | 10   | 0      |
| 2005/06 | RS Waasland      | België | Proximus League    | 28   | 2      |
| 2006/07 | RS Waasland      | België | Proximus League    | 14   | 0      |
| 2007/08 | RS Waasland      | België | Proximus League    | 34   | 1      |
| 2008/09 | RS Waasland      | België | Proximus League    | 21   | 0      |
| 2009/10 | RS Waasland      | België | Proximus League    | 32   | 0      |
| 2010/11 | Waasland-Beveren | België | Proximus League    | 6    | 0      |
| 2011/12 | Waasland-Beveren | België | Proximus League    | 0    | 0      |
| Totaal  | Totaal           | Totaal | Totaal             | 173  | 3      |